# Pierre Louis Dubourcq

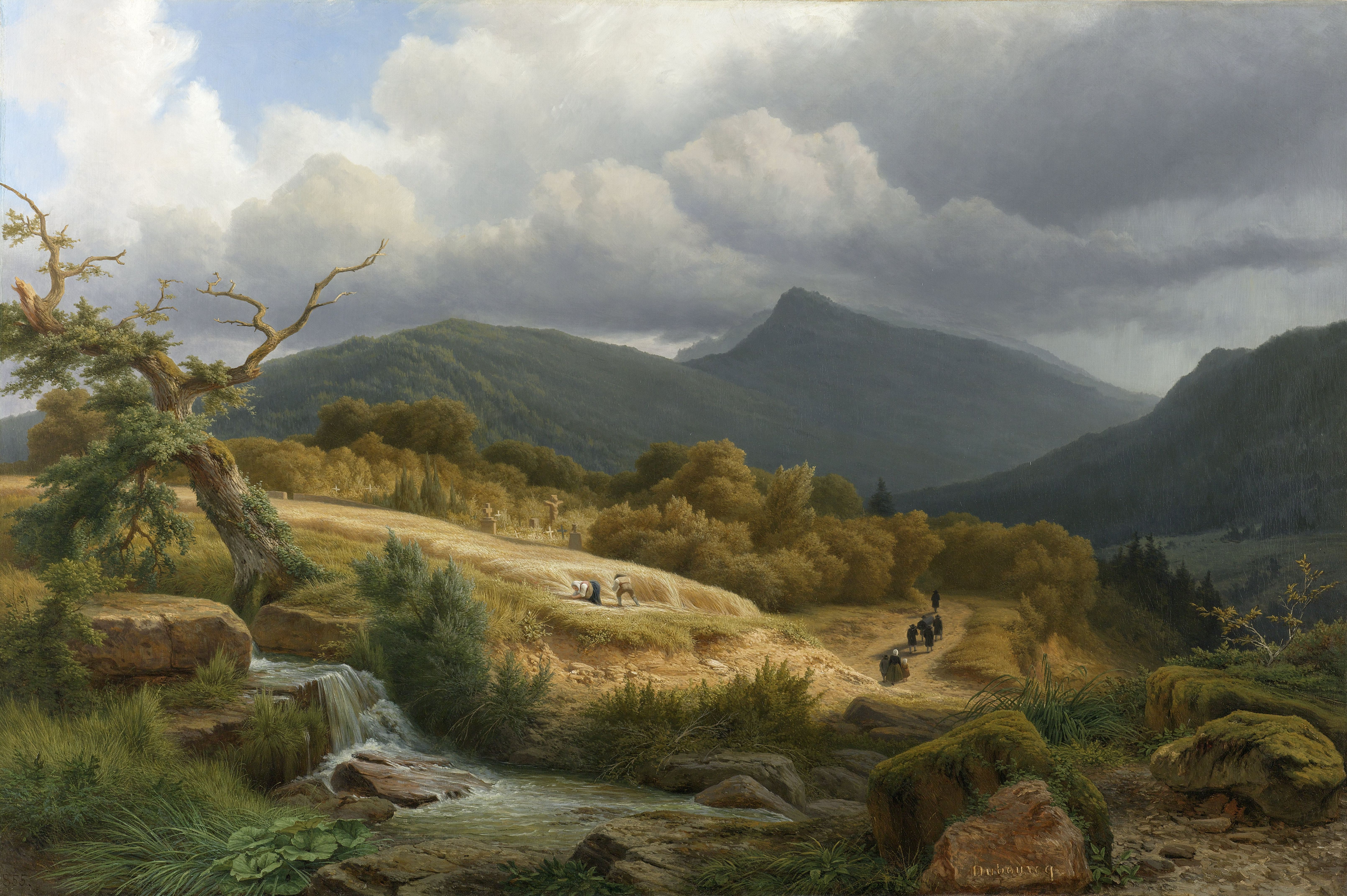
Friedhof in Baden-Baden

Pierre Louis Dubourcq (* 25. April 1815 in Amsterdam; † 5. Mai 1873 ebenda)  war ein niederländischer Landschaftsmaler, Lithograf und Radierer.
Dubourcq wurde in Amsterdam als Sohn von Victor Honoré Dubourcq und Marie Adelaide Revet geboren. Sein Vater hatte sich 1803 als französischer Kaufmann in Amsterdam niedergelassen. 1850 heiratete er Aletta Jacoba Rochussen. Pierre Louis Dubourcq war 1834 Schüler von Jan van Ravenswaay in Hilversum und 1835 von Andreas Schelfhout in Den Haag.
Er malte hauptsächlich Berg- und Waldlandschaften und er ätzte, zeichnete, schuf Aquarelle und Lithografien. In den Jahren 1836–1837 reiste er nach Belgien, Deutschland, in die Schweiz und 1843 nach Paris.
Er unternahm 1843–1844 Studienreisen nach Italien (zusammen mit Willem Bodeman) und 1846 nach England, Frankreich und Deutschland. Er arbeitete in Hilversum bis 1834, Den Haag 1835, nach 1836 in Amsterdam.
1858 wurde er Mitbegründer und Direktor eines Versicherungsunternehmens. Als Künstler wurde er weniger aktiv, war aber dennoch sehr stark am Amsterdamer Kulturleben beteiligt.  Er spielte eine wichtige Rolle bei der Schaffung der Rembrandt-Statue von Louis Royer auf dem heutigen Rembrandtplein.
Von 1834 bis 1858 nahm er an den Ausstellungen in Amsterdam und Den Haag teil. Prinz Alexander von Oranien-Nassau beauftragte ihn, einige Aquarelle der Falkenjagden auf dem Het-Loo-Schloss anzufertigen. Dubourcq unterrichtete Anna Wolterbeek (1834–1905). Er war Mitglied von „Arti et Amicitiae“, der Koninklijke Academie van Beeldende Kunsten und der „Natura Artis Magistra“-Gesellschaft.